# Abborrtjärnen (Los socken, Hälsingland, 685823-144755)
Abborrtjärnen är en sjö i Ljusdals kommun i Hälsingland och ingår i Ljusnans huvudavrinningsområde. Sjön har en area på 0,0579 kvadratkilometer och ligger 372,1 meter över havet. Sjön avvattnas av vattendraget Jättån.

## Delavrinningsområde
Abborrtjärnen ingår i det delavrinningsområde (685950-144696) som SMHI kallar för Inloppet i Myrtäktflarken. Medelhöjden är 413 meter över havet och ytan är 5,31 kvadratkilometer. Det finns ett avrinningsområde uppströms, och räknas det in blir den ackumulerade arean 33,67 kvadratkilometer. Jättån som avvattnar avrinningsområdet har biflödesordning 4, vilket innebär att vattnet flödar genom totalt 4 vattendrag innan det når havet efter 200 kilometer. Avrinningsområdet består mestadels av skog (64 procent) och sankmarker (19 procent). Avrinningsområdet har 0,06 kvadratkilometer vattenytor vilket ger det en sjöprocent på 1,1 procent.